# Kaneda Nobutosi
Kaneda Nobutosi (Hirosima, 1958. február 16. –) japán válogatott labdarúgó.

## Nemzeti válogatott
A japán válogatottban 58 mérkőzést játszott, melyeken 6 gólt szerzett.

## Statisztika
| Japán válogatott | Japán válogatott | Japán válogatott |
| Időszak          | Mérk.            | gól              |
| ---------------- | ---------------- | ---------------- |
| 1977             | 1                | 1                |
| 1978             | 14               | 0                |
| 1979             | 3                | 0                |
| 1980             | 12               | 2                |
| 1981             | 6                | 0                |
| 1982             | 8                | 0                |
| 1983             | 8                | 2                |
| 1984             | 6                | 1                |
| Összesen         | 58               | 6                |